# Documenta X

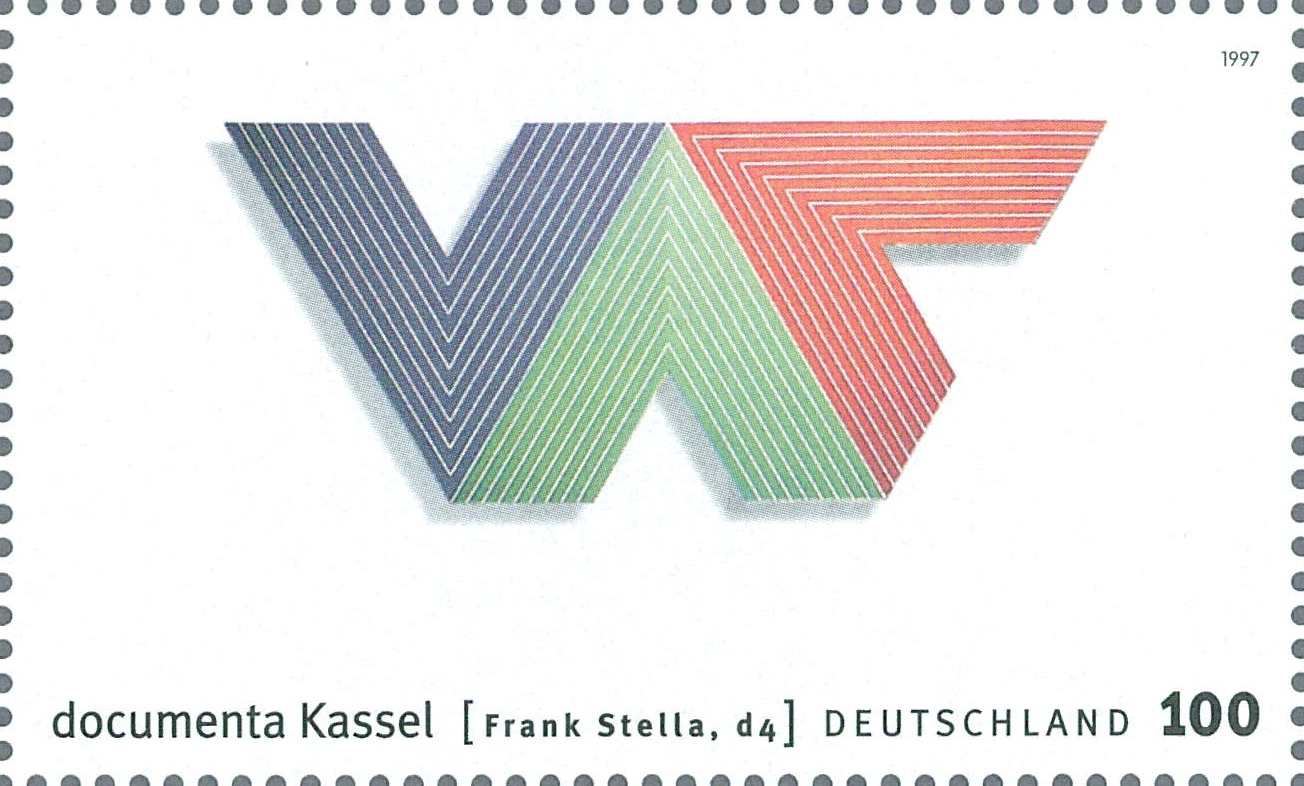
Frimärke från documenta X med motiv av Frank Stella

documenta X var den tionde documenta-utställningen i Kassel i Tyskland.
Documenta X hölls 21 juni till 28 september 1997 under konstnärlig ledning av den franska kuratorn Catherine David (född 1954).
documenta X hade inriktning på att vara en retrospektiv. Såsom den sista riktigt stora konstutställningen under 1900-talet skulle den ge en återblick på kultur och samtidskonst under perioden från 1960-talet. Utställningen tog också upp politiska och samhällstemata och förde för första gången in ett globalt synsätt på konsten i documenta-sammanhang.
Till utställningen gav Catherine David och den franske konsthistorikern Jean-François Chevrier (född 1954) ut boken "das buch zur documenta X" med undertiteln "Politics – Poetics", vilken var mer ambtitiös än en vanlig utställningskatalog. Boken, med mer än 800 sidor, är en omfångsrik läsebok med - enligt förordet - ett försök att beskriva "ett politiskt sammanhang för tolkning av konstnärlig verksamhet i slutet av 1900-talet"
Upplägget av documenta X inkluderade också föredrags- och evenemangsserien "100 dagar - 100 gäster", med inbjudna filosofer, konstkritiker, journalister, filmmakare, arkitekter, stadsplanerare, psykoanalytiker, ekonomer och andra som arbetade med ord snarare än bild. Detta bidrog till att ge utställningen en markant teoretisk inramning. Documenta X betecknades av dem som var kritiska mot den konstnärliga ledaren utställningen som "en intellektuell iscensättning". 
Utställningen hade närmare 630.000 besökare.

## Deltagare i urval
- A Vito Acconci Studio, Robert Adams, Pawel Althamer, Archigram, Archizoom Associati, Art & Language, Aya & Gal Middle East
- B Oladélé Ajiboyé Bamgboyé, Lothar Baumgarten, Catherine Beaugrand, Samuel Beckett, Joachim Blank & Karl Heinz Jeron, Ecke Bonk, Florian Borkenhagen, Marcel Broodthaers, Heath Bunting, Charles Burnett, Jean-Marc Bustamante
- C Lygia Clark, James Coleman, Stephen Craig, Jordan Crandall
- D Diedrich Diederichsen, Stan Douglas
- E Ed van der Elsken, Bruna Esposito, Walker Evans, Aldo van Eyck
- F Öyvind Fahlström, Patrick Faigenbaum, Harun Farocki, Feng Mengbo, Peter Fischli & David Weiss, Peter Friedl, Holger Friese
- G Daniele del Giudice, Liam Gillick, Gob Squad, Heiner Goebbels, Dorothee Golz, Dan Graham, Toni Grand, Hervé Graumann, Johan Grimonprez, Ulrike Grossarth
- H Hans Haacke, Raymond Hains, Richard Hamilton, Siobhan Hapaska, Carl Michael von Hausswolff, Michal Heiman, Nigel Henderson, Jörg Herold, Christine Hill, Carsten Höller & Rosemarie Trockel, Christine Hohenbüchler und Irene Hohenbüchler, Edgar Honetschläger, Felix Stephan Huber, Hybrid WorkSpace
- J Jackson Pollock Bar, Jodi (Joan Heemskerk & Dirk Paesmans), Jon Jost, On Kawara
- K Mike Kelley & Tony Oursler, William Kentridge, Martin Kippenberger, Joachim Koester, Peter Kogler, Aglaia Konrad, Rem Koolhaas, Hans-Werner Kroesinger
- L Suzanne Lafont, Sigalit Landau, Maria Lassnig, Jan Lauwers, Jozef Legrand, Antonia Lerch, Helen Levitt, Geert Lovink
- M Chris Marker, Kerry James Marshall, Christoph Marthaler & Anna Viebrock, Gordon Matta-Clark, Steve McQueen, Yana Milev, Mariella Mosler, Jean-Luc Moulène, Reinhard Mucha, Christian Philipp Müller, Matthias Müller, Matt Mullican, Antoni Muntadas
- N Matthew Ngui, Carsten Nicolai, Olaf Nicolai, Udo Noll & Florian Wenz, Stanislas Nordey
- O Hélio Oiticica, Gabriel Orozco
- P Adam Page, Gérard Paris-Clavel, Marc Pataut, Raoul Peck, Marko Peljhan, Michelangelo Pistoletto, Lari Pittman, Philip Pocock, Emilio Prini, Stefan Pucher
- R Radio Mentale (Eric Pajot & Jean-Yves Barbichon), David Reeb, Gerhard Richter, Liisa Roberts
- S Christoph Schlingensief, Anne-Marie Schneider, Jean-Louis Schoellkopf, Thomas Schütte, Michael Simon, Abderrahmane Sissako, Alison Smithson & Peter Smithson, Alexander Sokurov, Nancy Spero, Wolfgang Staehle, Erik Steinbrecher, Meg Stuart, Hans-Jürgen Syberberg
- T Slaven Tolj, Tunga, Uri Tzaig, Rosemarie Trockel
- V Danielle Vallet Kleiner
- W Martin Walde, Jeff Wall, Jianwei Wang, Marijke van Warmerdam, Lois & Franziska Weinberger, Franz West, Garry Winogrand, Eva Wohlgemuth / Andreas Baumann
- Y Penny Yassour
- Z Andrea Zittel, Heimo Zobernig